# Kajaja
Kajaja – wieś w Botswanie w dystrykcie North West. Według spisu ludności z 2011 roku wieś liczyła 31 mieszkańców.